# Fredrik den segerrike av Pfalz
Fredrik den segerrike av Pfalz (även kallad "onde Fritz"), född 1425, död 1476, var kurfurste och pfalzgreve vid Rhen, Tyskland.

## Biografi
Fredrik föddes som andre son till kurfurst Ludvig III av Pfalz. Vid brodern Ludvigs död 1449 blev Fredrik förmyndare för hans son och administrator i Pfalz. Snart övertog Fredrik regeringen på livstid, adopterade brorsonen och förband sig att trygga tronföljden åt denne. 
De mäktiga vasallerna såg ogärna en så kraftfull herre vid styret, utan gjorde uppror; men Fredrik slog dem alla och vann därigenom ett anseende, som satte honom i stånd att ingripa även i det tyska rikets angelägenheter. Krig såväl mot kejsaren som mot flera tyska furstar upptog hela hans tid.
Fredrik var en av ledarna för den kurfurstegrupp, som 1454-57 fordrade riksreformer av kejsar Fredrik III. I striderna mellan reformvänner och kejsartrogna på 1460-70-talen var Fredrik de förstnämndas anförare mot kurfurst Albrekt Akilles av Brandenburg. Fredrik dog förklarad i kejserlig akt.
Eftersom Fredrik var segersäll i sina strider och dessutom förstod att låta kriget föda sig självt, lämnade han efter sig landet i ett blomstrande skick. Fredrik hade lovat att aldrig gifta sig efter sitt stånd. Med sin brorsons medgivande hade han 1472 förmält sig med Clara Tott av borgerlig härkomst, adlad von Dettingen.